# Confidence
Confidence – pierwsza płyta amerykańskiego zespołu Downface wydana w lipcu 1998 r.
Na płycie znajduje się 12 utworów, z czego najbardziej znany to Alone.

## Lista utworów
1. Lies - 3:53
2. Frustrated - 4:11
3. Alone - 3:53
4. Listen - 0:14
5. Bring Me Down - 3:41
6. Ocean - 4:31
7. Storm (Part of Me) - 4:19
8. Head Case - 3:24
9. Confidence - 3:17
10. No Regrets - 5:01
11. Alone (Acoustic) - 3:53
12. Red Nagel - 1:02